# Familia de Adeona (astronomía)
La familia Adeona o Adeonian (505) es una familia de asteroides situada en el cinturón de asteroides que se formó a partir del cuerpo que los lidera, el asteroide (145) Adeona. Su tipo espectral es el C carbonoso, cuenta actualmente con 2.236 asteroides identificados como miembros de la familia. Según estudios de simulación, se cree que la familia Adeona no tiene más de 600 millones de años, cuando la edad estimada casi siempre ronda los 1 o 2 mil millones de años.